# Illa de Crozier
L'Illa de Crozier (danès: Crozier Ø) és una de les tres illes que es troben al canal de Kennedy, una secció de l'estret de Nares, a l'Àrtida. Forma part del municipi d'Avannaata, Grenlàndia. Es troba al sud-oest de l'illa de Franklin, a la badia de Lafayette, a la costa de la Terra de Washington. L'illa, de tan sols 4 km², és deshabitada. Els penya-segats que hi ha a la costa sud-oest s'eleven fins als 60 metres.
Rep el seu nom de l'oficial britànic de la Royal Navy Francis Rawdon Moira Crozier, segon comandant (i comandant després de la mort de Franklin) de l'expedició naval que John Franklin va fer a la recerca del pas del nord-oest entre 1845 i 1848. El nom li donà Elisha Kent Kane, que visità la zona entre 1854 i 1855 durant la segona Expedició de Grinnell.